# نيل بورنس
نيل بورنس (19 سبتمبر 1965 - ) (بالإنجليزية: Neil Burns)‏ هو لاعب كريكت بريطاني. شارك مع منتخب إنجلترا للكريكت.

## وصلات خارجية
- نيل بورنس على موقع إي آس بي آن كريك إنفو (الإنجليزية)